# Syhła
Syhła (935 m) – szczyt znajdujący się w grzbiecie łączącym Beskid Sądecki z Małymi Pieninami poprzez przełęcz Rozdziele. Na odcinku od Przełęczy Gromadzkiej do przełęczy Rozdziela wyróżnia się w nim kolejno 4 bardzo niewybitne szczyty: Kobylarka (935 m), Hurcałki (938 m), przełęcz Siemieniówki, Syhła (935 m) i Szczob (920 m). Grzbietem tym biegnie granica polsko-słowacka. Stoki zachodnie (polskie) opadają do doliny potoku Biała Woda, stoki wschodnie (słowackie) do doliny potoku Wielki Lipnik.
Dobrą drogą leśną prowadzi przez Syhłę znakowany szlak turystyczny. Wiedzie on blisko obrzeża lasu, tuż za wąskim pasem drzew ciągną się należące do słowackiej miejscowości Litmanowa łąki. Z łąk tych widoczna jest dolina potoku Wielki Lipnik (tzw. Kotliny) oraz wznosząca się nad nią Eliaszówka i jej południowy grzbiet.
Polskie stoki Syhły należą do wsi Jaworki w województwie małopolskim, w powiecie nowotarskim, w gminie miejsko-wiejskiej Szczawnica, słowackie do wsi Litmanowa. Nazwa szczytu jest pochodzenia łemkowskiego. Dawniej tereny po polskiej stronie należały do zamieszkałej przez Łemków wsi Biała Woda. Po II wojnie światowej zostali oni wysiedleni w ramach Akcji „Wisła”.

## Szlaki turystyki pieszej
odcinek: przełęcz Rozdziela – Szczob – Syhła – Hurcałki – Przełęcz Gromadzka. Czas przejścia: 1:20 h, 1:15 h.